# Табановці
Табановці (мак. ЖС „Табановци“) — залізнична станція в Північній Македонії. Розташована на півночі країни в селі Табановце общини Куманово поблизу кордону з Сербією. На станції здійснюється прикордонний та митний контроль.
| Північна Македонія | Це незавершена стаття з географії Північної Македонії. Ви можете допомогти проєкту, виправивши або дописавши її. |